# Estadio Parque Capurro
El estadio Parque Capurro es un estadio de fútbol, ubicado en Montevideo. Se encuentra situado en el barrio Capurro, al suroeste de la ciudad, frente a la Rambla de Montevideo (costanera), provocando que las tribunas adquieran una pintoresca panorámica de la costa del Río de la Plata.
El estadio es propiedad de la Intendencia Municipal de Montevideo, y el Centro Atlético Fénix usufructúa de este en concesión. Según informara la municipalidad a Fénix, pretende hacer uso de esos terrenos, por lo que se acordó que, en caso de haber inversores interesados en realizar una obra allí, el club construirá un "Nuevo Parque Capurro" en donde se ubicaban los talleres de la empresa Copsa. El nuevo estadio, el cual ya fue presentado, también estaría ubicado dentro del barrio Capurro y superaría el aforo de 10 000 espectadores.